# Сітно (Поморське воєводство)
Сітно (пол. Sitno, нім. Zittno) — село в Польщі, у гміні Картузи Картузького повіту Поморського воєводства.
Населення — 291 особа (2011).
У 1975-1998 роках село належало до Гданського воєводства.

## Демографія
Демографічна структура станом на 31 березня 2011 року:
|          | Загалом | Допрацездатний вік | Працездатний вік | Постпрацездатний вік |
| -------- | ------- | ------------------ | ---------------- | -------------------- |
| Чоловіки | 154     | 44                 | 99               | 11                   |
| Жінки    | 137     | 27                 | 85               | 25                   |
| Разом    | 291     | 71                 | 184              | 36                   |